# Rechthalten
Rechthalten (französisch Dirlaret; senslerdeutsch Rächthaute; Freiburger Patois Drelarèⓘ) ist eine politische Gemeinde im Sensebezirk des Kantons Freiburg in der Schweiz. Sie liegt im oberen Sensebezirk.

## Geographie
Rechthalten liegt zwischen der Stadt Freiburg (8 km) und dem Tourismusort Schwarzsee und ist mit einer Buslinie (tpf) ans öffentliche Verkehrsnetz angeschlossen. Die Fläche der Gemeinde Rechthalten beträgt total 732 ha, wovon 130 ha Wald sind.
Nachbargemeinden von Rechthalten sind Brünisried, Giffers, Plaffeien, St. Ursen und Tentlingen.

## Wappen
Das Wappen zeigt auf schwarzem Grund mit silbernem Balken drei blaue Lilien. Letztere könnten an die Herren von Helfenstein erinnern, die als Stifter der Kirche von Rechthalten gelten.

## Geschichte

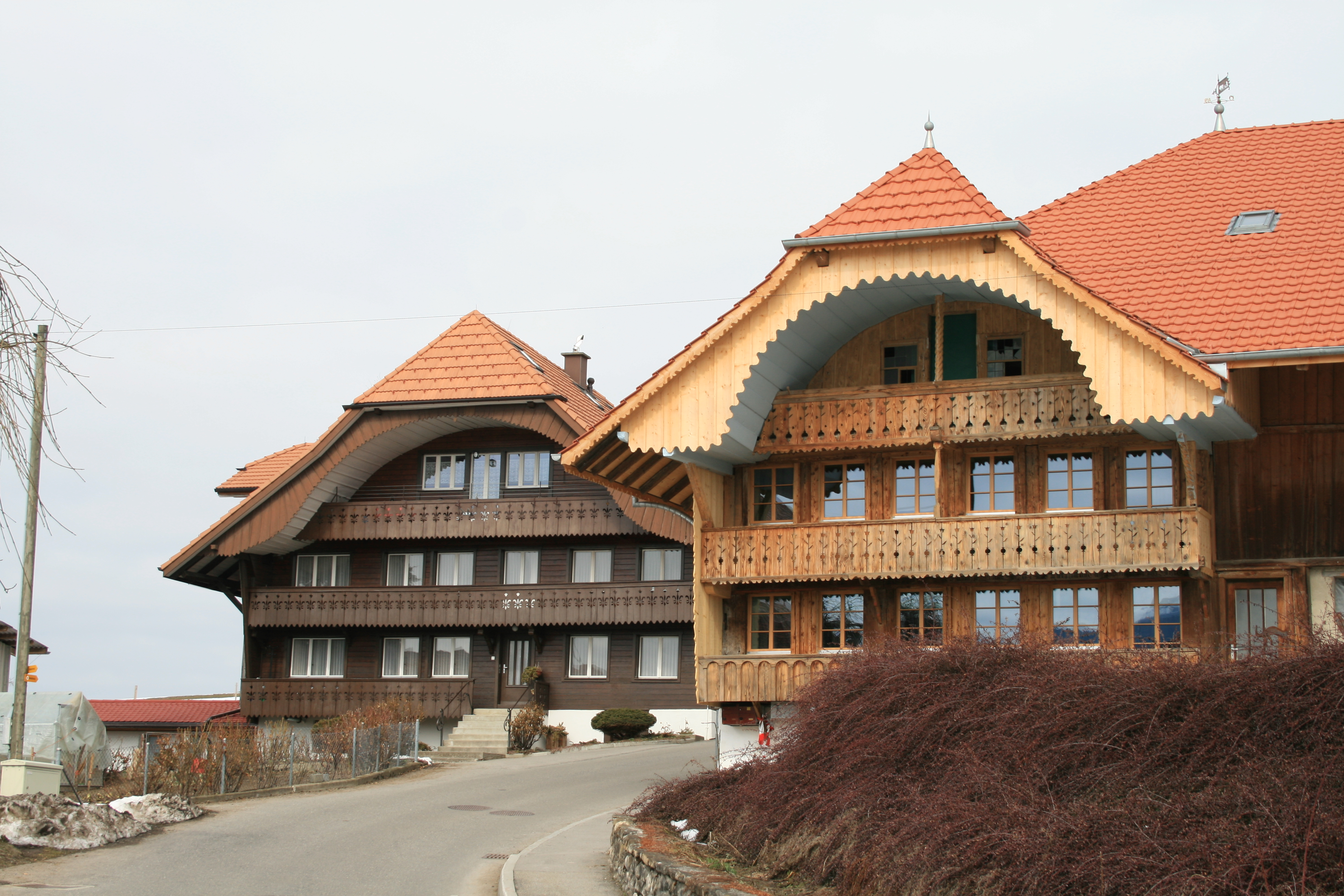
Der Dorfkern von Rechthalten

### Gemeinde- und Pfarreigeschichte
Die älteste erhaltene Erwähnung des Ortsnamens findet sich in einer Urkunde vom 21. März 1142 in der romanischen Form Drallaris, 1180 als Dreit Laris. Daraus leitet sich die französische Form Dirlaret ab. Der deutsche Name stammt ironischerweise von der 1173 nachgewiesenen gelehrten Form de Recto Clivo ab (d. h. an der geraden Halde). In deutscher Schreibung findet sich der Name ab 1250 als Rehthalton.
Diese Namensformen verraten die Geschichte des Ortes. Rechthalten ist eine Gründung der Romanen. Der Name kann auf das galloromanische directu laris (gerade Heide, Brachlandheide) zurückgeführt werden. Die Alemannen haben das Gebiet im 11. oder 12. Jh. übernommen.
Auf das Jahr 1228 datiert die älteste Erwähnung der Pfarrei, welche grosse Teile des Senseoberlandes umfasste und zur Alten Landschaft (Burgpanner) der Stadt Freiburg gehörte. Das Alter der ersten Kirche ist nicht bekannt, wobei das Patrozinium des Hl. German auf die Zeit vor dem 11. Jahrhundert hinweist.
Für die Murtenschlacht von 1476 ist die Teilnahme einer "Reisgesellschaft (Compagnie) Rechthalten" von 46 ausgerüsteten Männern überliefert. Die vier Schrote der alten Gemeinde Rechthalten wurden mit der Freiburger Staatsreform 1831/33 in die vier selbständigen politischen Gemeinden Rechthalten, Brünisried, Oberschrot und Zumholz aufgeteilt. 1848 mit der neuen Kantonsverfassung wurde Rechthalten in den damals neu geschaffenen Sensebezirk eingegliedert. In kirchlicher Hinsicht blieb die Kirchgemeinde bis gegen Ende des 19. Jahrhunderts bestehen. Brünisried gehört bis heute zur Pfarrei Rechthalten. Seit dem 1. Januar 1999 ist Rechthalten auch der Sitz einer reformierten Kirchgemeinde, die im Weiler Weissenstein ihre Kirche hat.

### Torfstich

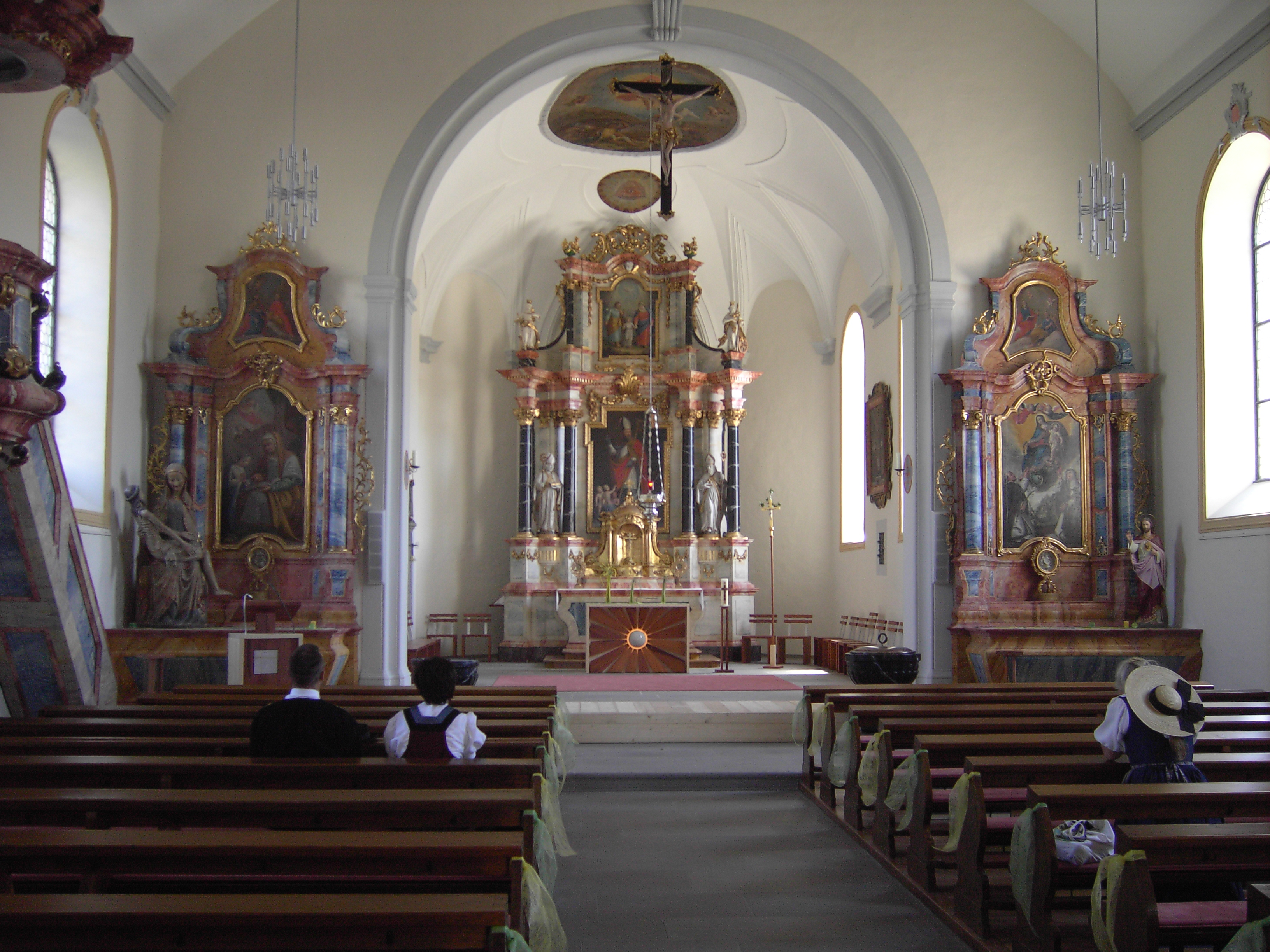
Inneres der Pfarrkirche

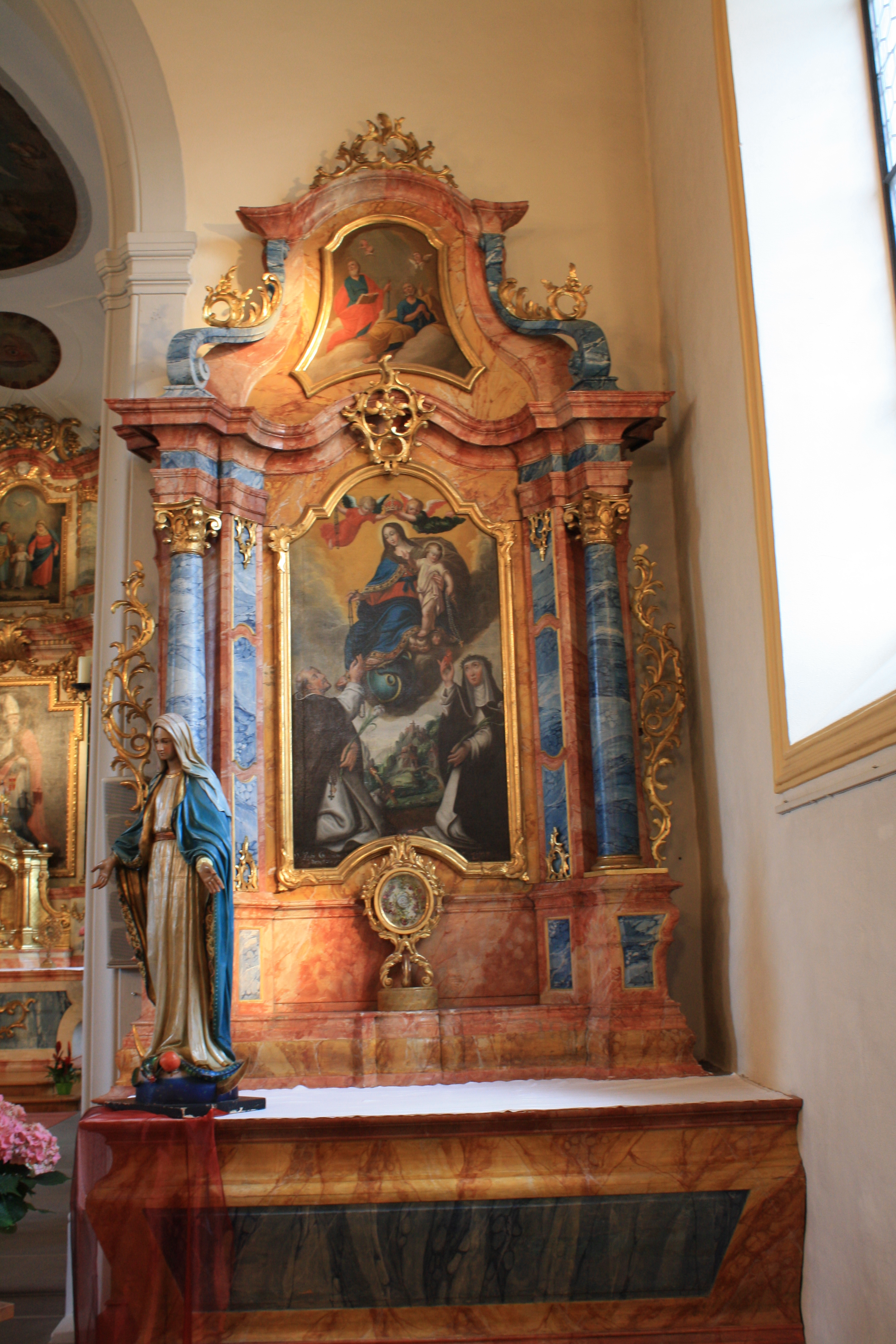
Rechter Seitenaltar der Pfarrkirche St. German

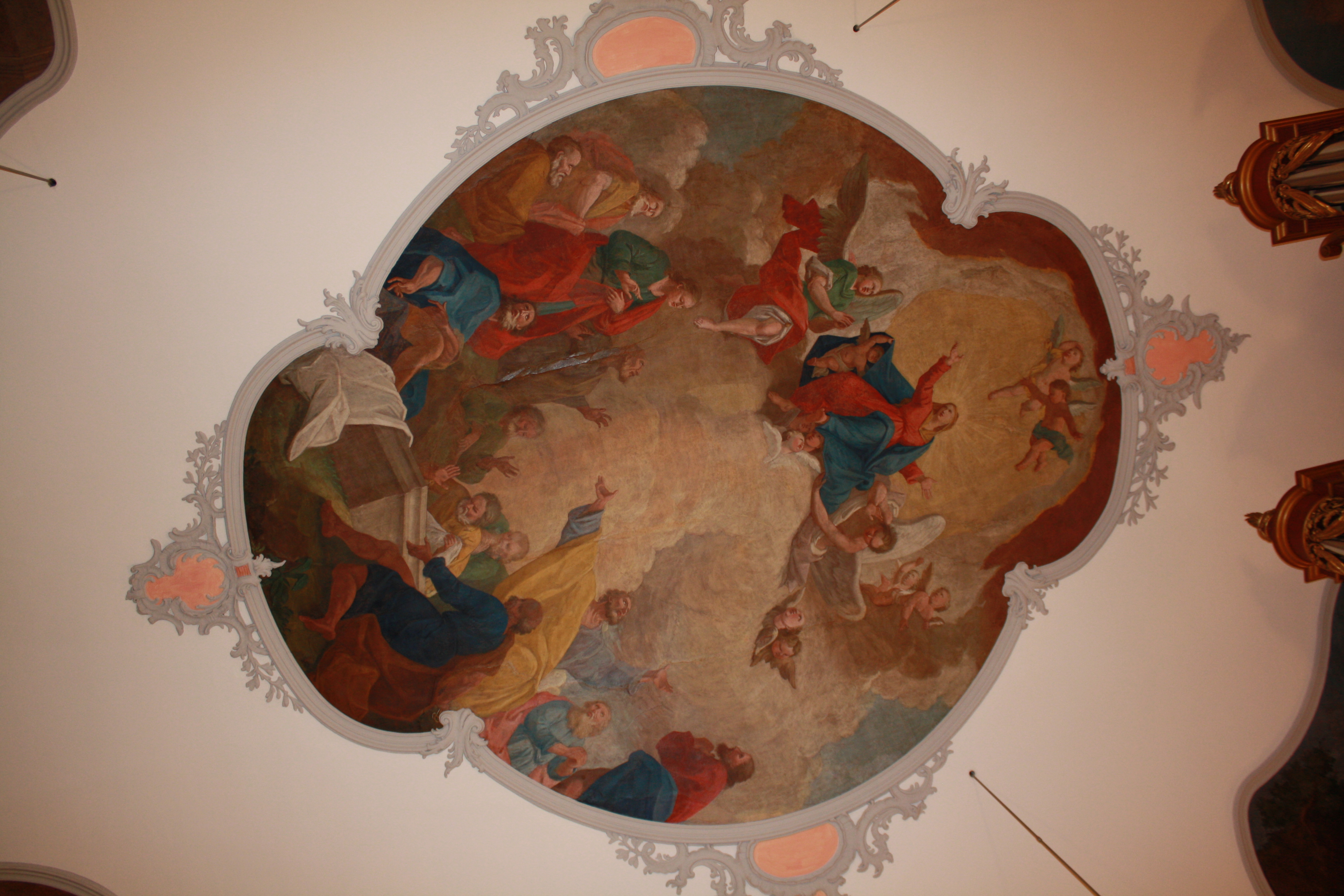
Mariä Himmelfahrt von Jacob Stoll in der Pfarrkirche St. German

Der Kanton Freiburg erwarb Anfang 1918 für ca. 90.000 Franken zwei Torfmoore bei Rechthalten, die über eine Decauville-Bahn erschlossen waren. Das Rotmoos hatte eine Fläche von etwa 12 Hektar und das Entenmoos eine Fläche von etwa 6 Hektar. Im Rotmoos betrug die maximale Tiefe des Torfes 10,5 m und im Entenmoos 9 m. Das ungefähre Volumen der beiden betrug also insgesamt 850.000 m³ Torf. Der Wert der Anlagen, Rohrleitungen, Mischer, Schuppen und Decauville-Ausrüstung sowie der Reparatur der Zufahrtsstrassen usw. belief sich auf 275.000 Franken.

## Kulturgüter und Sehenswürdigkeiten

### Die Pfarrkirche St. German
Die Pfarrkirche St. German ist der historische, geistige und kulturelle Kern des Dorfes Rechthalten. Sie wurde 1764–1766 – nachdem der Vorgängerbau wegen eines Blitzeinschlages niedergebrannt war – von einheimischen Meistern in vergrösserten Dimensionen vollständig neu errichtet. 1768 erfolgte die feierliche Weihe durch yhro fürstliche gnaden Joseph-Nicolas de Montenach (1709–1782), seit 1759 Bischof von Lausanne.
Am 10. Juni 1784 – anlässlich des traditionellen Fronleichnams-Schiessens – verirrte sich ein Schuss auf das holzschindelgedeckte Chordach des Kirchenbaus, das daraufhin Feuer fing. Der Brand zerstörte Chor- und Turmdach sowie Glocken, Hauptaltar und Deckengemälde des Chors. Das Langhaus und seine Ausstattung blieben unversehrt. Die Renovierungsarbeiten an Chor und Turm waren 1787 abgeschlossen.
Während der Bau aussen eher zurückhaltend und traditionsbewusst gestaltet ist, zeigt er innen eine reiche Spätbarock- bzw. Rokoko-Ausstattung. Maler Jacob Stoll von undrem himmel (bei St. Ursen) schuf  ein grossangelegtes Deckengemälde-Ensemble, das sich durch eine volkstümliche Innerlichkeit und farbenfrohe Festlichkeit auszeichnet. Das Hauptgemälde im Langhaus zeigt Mariä Himmelfahrt, die zentrale Darstellung im Chorgewölbe Christi Auferstehung (in der nach dem Brand von 1784 durch Stoll erneuerten Version).
Neben der originalen Ausstattung des Langhauses (u. a. die originalen Kirchenbänke mit Wappen, zwei Seitenaltäre im Stil des Rokoko sowie eine imposante spätbarocke Kanzel) und dem bereits in den Klassizismus verweisenden Hochaltar des Chors fällt in der Gestaltung des Kirchenraums die zwischen 1836 und 1837 errichtete Orgel des Instrumentenbauers Aloys Mooser auf. Wie der Kunsthistoriker Manuel Mayer erstmals zeigen konnte, besitzt dieses Instrument, neben seinen nicht mehr ganz ursprünglichen klanglichen Eigenschaften, vor allem herausragend architektonisch-dekorative Qualitäten. Wie kein anderer Orgelbauer habe es Aloys Mooser vermocht, sich für die Gestaltung seiner Orgelgehäuse vom Kirchenraum und dessen Ausstattung anregen und führen zu lassen. Laut Mayer orientierte sich Mooser für sein Rechthaltener Orgelprospekt vor allem an den Rokoko-Bogenschwüngen des Marien-Deckenbild-Rahmens. Die schwungvolle Bogenbekrönung in der Mitte des Instrumentes zitiert dabei ganz unmittelbar den flachen, westlichen Bildrahmen-Bogen und nimmt so die Himmelfahrt der Maria in sich auf. «Dort also, wo die Orgel der Himmelfahrt am nächsten kommt, da weicht sie auch am ehrfurchtsvollsten vor ihr zurück und lässt den Eindruck des heiligen Bildgeschehens in ihrem herabschwingenden Korpus sichtbar nachklingen.»
Die Pfarrkirche steht heute – ebenso wie der sie umgebende Dorfkern – unter kantonalem Schutz.

## Bevölkerung
Die Gemeinde Rechthalten zählte am 31. Dezember 2023 total 1152 Einwohner, davon waren 94,7 % Schweizer. Die überwiegende Mehrheit ist römisch-katholischen Glaubens.

## Persönlichkeiten
- Gérald Rigolet (* 1941), Eishockeytorhüter
- David Bielmann (* 1984), Schriftsteller
- Max Aebischer (1914–2009), Politiker (CVP)
- Gertrud Lutz-Fankhauser (1911–1995), Diplomatin

## Wirtschaft
Insgesamt bietet die Gemeinde Rechthalten 248 Arbeitsplätze an, wobei im 1. Sektor (Landwirtschaft) mit 46 % der grösste Teil der Erwerbstätigen verteilt ist.

## 25. Westschweizerisches Jodlerfest

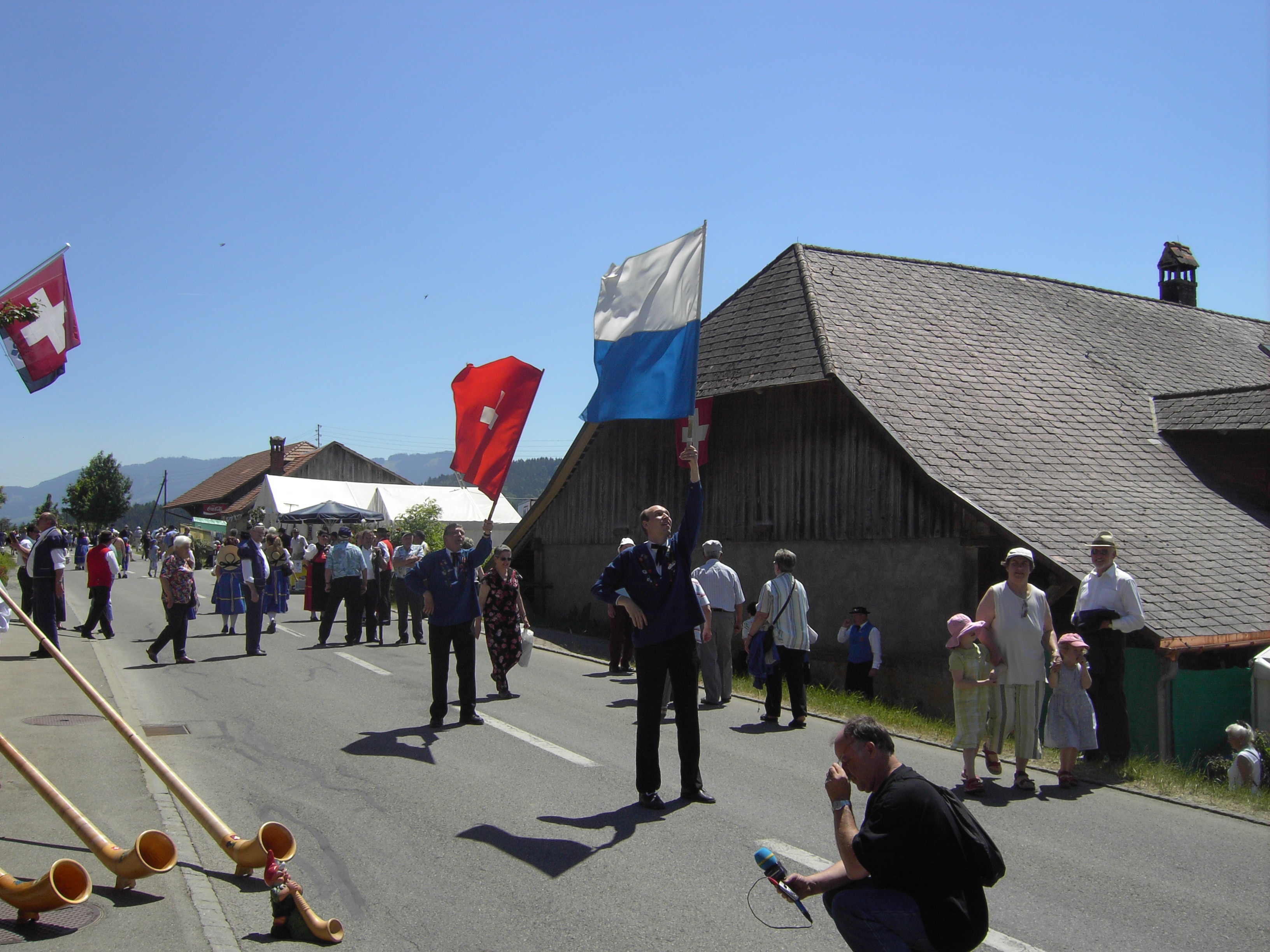
Umzug beim Jodlerfest

Vom 9. bis 11. Juni 2006 fand in Rechthalten das 25. Westschweizerische Jodlerfest statt. Bis zu 16'000 Menschen besuchten das Fest.